# Фізаліс

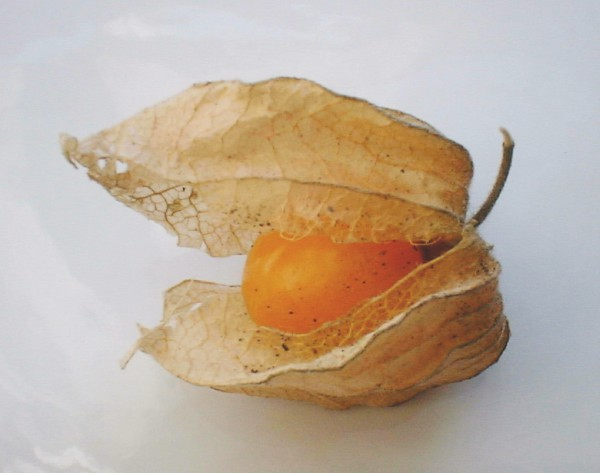
Плід фізалісу

Фізаліс (Physalis) — рід високих трав'янистих рослин родини пасльонових. Батьківщиною фізалісу є Перу і Болівія.
В Україну потрапив у 60-ті роки минулого століття, завдяки овочівникам-аматорам. В Україні вирощується культура у невеликій кількості.
У перекладі з грецької «фізаліс» означає «міхур». Інша його назва — мексиканський помідор. Синоніми — золота ягода, перуанська вишня, увілла, ананасова вишня.
Фізаліс містить: жири — 0,7-1,1 %/100г, білки — 1,9-2,3 %/100г, вуглеводи — 8,0-12,0 %/100г. Калорійність — 53-73 ккал/100г.

## Коротка характеристика
Фізаліс відноситься до родини пасльонові. Це однорічна або багаторічна трав'яниста рослина з повзучим кореневищем кутасто-вигнутими стеблами висотою 0,4 — 3 м. Круглі, розміром з вишню, плоди фізалісу, маса яких не перевищує 5 г, оточені тонкою пергаментоподібною ребристою обгорткою з квіткового листя (відмінною особливістю фізалісу є наявність плівковою оболонки, яка демонструє плід у вигляді чохлика). За будовою плід фізаліса — це ягода. Шкірка його тонка, масляниста, блискуча, жовтогарячого кольору. М'якоть плодів желеподібна, прозора, світло-жовтого чи жовтогарячого кольору. Численне дрібне, м'яке насіння білого кольору розташоване в м'якоті і вживається разом з нею в їжу. Смак плодів освіжаючий солодкий, солодко-кислий або солодко-терпкий, нагадує ананас і маракую. Вживають фізаліс у свіжому вигляді як десертний плід.
Температура зберігання — 0-1,5°С. Строк зберігання — 30-60 днів

## Види

Фізаліс садовий

За даними спільного інтернет-проекту Королівських ботанічних садів у К'ю і Міссурійського ботанічного саду «The Plant List» рід налічує 124 види (докладніше див. Список видів роду фізаліс).
Існує декілька різновидів фізалісу: садовий, суничний та овочевий. На основі мексиканських фізалісів отримано вітчизняні сорти, такі як московський ранній (скоростиглий), ґрунтовий грибовський (середньоранній), кондитерський (середньопізній) і великоплідний (середньопізній).
Садовий фізаліс — це багаторічна декоративна рослина з яскраво-оранжевими чашечками у формі дзвіночка, яка вирощується як квіткова культура.
Суничний фізаліс — однолітня плодова група, його можна вирощувати в середній смузі. Плоди в суничного фізалісу бурштинового кольору, кислувато-солодкі, масою від 7 до 12 г. Їх використовують переважно у виробництві компотів і варення.
Фізаліс звичайний (Physalis alkekengi) — (бабоштан, вишня польова, міхунка, міхурниця звичайна, мехунка, мохнухи, піхуниця, пухлятина, сердечник, шарикова вишня).
Дворічна або багаторічна розсіяно запушена рослина родини пасльонових. Стебло прямостояче, до 60 см заввишки, тупогранчасте, просте або розгалужене. Листки чергові, черешкові, цілісні, яйцеподібні, при основі — заокруглені, на верхівці — загострені. Квітки двостатеві, правильні, одиничні, на пониклих квітоніжках, віночок колесоподібний, білуватий. Цвіте у червні — липні. Плід — округла оранжева ягода, захована в червоній розрослій чашечці, достигає у серпні — вересні. Росте у лісах, серед чагарників.
Заготовляють стиглі плоди. Використовують їх свіжими або сушать, звільнивши від чашечки (чашечка отруйна). Цей вид не застосовують у їжу.
Овочевий або мексиканський фізаліс за біологічними особливостями наближається до помідорів, тому його ще називають мексиканським помідором.
За біохімічним складом плоди не тільки не поступаються помідорам, а й за деякими показниками перевершують. Вони мають високий вміст пектину й оптимальне співвідношення цукру та органічних кислот.
Це однолітня рослина, яка може бути як низькорослою, так і висотою до 1 м і більше. Плоди овочевого фізалісу бувають жовтого, зеленого та фіолетового кольору вагою від 30 до 70 г, розміщені в жовтих чашечках, які захищають їх не лише від хвороб і шкідників, але й від низьких температур.

## Застосування
Цінність рослини в тому, що її плоди містять вітамін C, дубильні речовини, кавову кислоту, пектин, цукри, каротин.
Плоди фізалісу дуже приємні на смак, їх вживають як в сирому, так і в переробленому вигляді. В сирому вигляді використовують в салатах, вінегретах, супах, для приготування овочевої ікри. З фізалісу готують компоти, варення, джеми, мармелад, желейні цукерки, цукати, начинки пирогів, киселі, пюре, солять і маринують як помідори, соуси, а також висушують як родзинки. Сушений фізаліс має солодкий смак, що нагадує смак родзинок, може бути використаний для компотів.
Дуже важливо й те, що плоди фізалісу мають цінні лікарські властивості. Дозрілі плоди без чашечок використовують у харчуванні як дієтичний продукт, з них готують кондитерські вироби. Зелені плоди разом з чашечками солять і маринують.
З плодів отримують червону харчову фарбу, яку використовують для підфарбовування вершкового масла.
Есенцію із свіжих ягід використовують в гомеопатії. В народній медицині плоди вживають при ревматичних болях, як ранозагоювальний засіб, при сечокам'яній хворобі, циститі, захворюваннях печінки, як жовчогінне, при набряках, суглобовому ревматизмі, а також як кровоспинне і сечогінне. Зовні сік фізаліса застосовували при лишаях. Плоди фізалісу здавна застосовуються в медицині при захворюванні нирок.
Плоди фізалісу звичайного застосовують при набряках, болях, нирковокам'яній хворобі, запаленнях сечовивідних шляхів, подагрі, гепатитах, цирозі печінки, холециститі, захворювання шлунково-кишкового тракту (гастрит, коліт, ентероколіт). Настій чашечок стиглого фізалісу використовують для лікування опіків шкіри (стимулює епітелізацію тканин).

## Вирощування
Догляд за фізалісом майже такий же, як і за помідором, він поєднує в собі полив, прополювання і розпушування. Вирощується розсадним, безрозсадним способами, добре росте із самосіву.
Фізаліс — тіньовитривала, теплолюбна та невибаглива до ґрунтів рослина. Однак вимоглива до вологості, особливо в ранній період розвитку. Насіння фізалісу проростає при температурі 10-12°С, оптимальна ж температура для росту та розвитку становить 20-25°С.
Рекомендується висаджувати в ґрунт не насіння, а розсаду. В другій половині квітня насіння висівається у горщечки, а в останній декаді травня розсаду вже висаджують у відкритий ґрунт. Овочеві сорти, як правило, висаджують по 3–4 рослини на 1 м². Найкращими попередниками для вирощування фізалісу є гарбузові, капустяні, бобові та коренеплідні.
Фізаліс не пасинкують, тому що основний врожай утворюється на бічних відгалуженнях. Цвіте фізаліс у травні–серпні. Оранжево-червоні плоди у своєрідних макінтошах (чашечках), дозрівають в червні–вересні. До жовтня можна збирати врожай навіть при нульовій температурі. Плоди збирають тоді, коли чашечки натягнуться і пожовкнуть.
Недостиглі плоди фізалісу дуже добре зберігаються протягом всієї зими. Достиглі плоди тримати в сухому приміщенні шарами 15-20 см у неглибоких ящиках протягом одного-двох місяців. При температурі 1–4°С, фізаліс зберігається до весни. І навіть плоди, які впали на землю, не псуються протягом двох тижнів.

## Шкідники і хвороби
Рослини схильні до багатьох із загальних захворювань томатів та їх шкідників; інших шкідників, таких як попелиці, білі мухи, павутинний кліщ, а також картопляного жука (Leptinotarsa juncta) — близького родича колорадського жука (Leptinotarsa decemlineata).